# Touristik & Caravaning International
Die Touristik & Caravaning International (TC) ist eine deutsche Reisemesse. Sie wurde zunächst von der „TMS Messen-Kongresse-Ausstellungen GmbH“ veranstaltet. Nach der Insolvenz der TMS übernahm der Hamburger Messeveranstalter "Fleet Events" das Messekonzept und organisiert die Messe seit 2015. Die TC findet seit 1990 jährlich Ende November an fünf Tagen in der Leipziger Messe statt.
Jedes Jahr stellt sich ein Land als Partnerland auf der Messe vor; darüber hinaus gibt es wechselnde Sonderschauen und Messespecials. 2010 präsentierten sich an fünf Tagen auf 54.000 m² 1077 ausstellende Unternehmen, Verbände und Vereine, 63.000 Besucher kamen in die Messehallen. 
Parallel zur TC findet seit 2004 die Fahrradmesse "abgefahren" – Die Messe rund ums Rad statt.